# Gierman Łazaris
Gierman Władimirowicz Łazaris, ros. Герман Владимирович Лазарис (ur. 1884 w Symferopolu, zm. 3 listopada 1937 w miejscu egzekucji Kommunarka) – prawnik, działacz SDPRR (frakcja mienszewików), urzędnik państwowy RFSRR, dyplomata sowiecki.
Pochodził z rodziny żydowskiej. Ukończył studia na wydziale prawa uniwersytetu moskiewskiego. Działał w Socjaldemokratycznej Partii Robotniczej Rosji (frakcja mienszewików). W czasie rewolucji 1905 w 1906 zesłany za działalność rewolucyjną do guberni archangielskiej.
Do 1916 zajmował się pracą literacką. W latach 1917–1919 pełnił funkcje urzędnicze w zarządach guberni taurydzkiej i Krymu, oraz w krymskiej filii Centrosojuza.
W 1921 przyjechał do Moskwy. Kierował wydziałem ekonomicznym Ludowego Komisariatu Poczt i Telegrafów RFSRR (Народный комиссариат почт и телеграфов РСФСР), następnie pełnił funkcję zastępcy naczelnika zarządu Rady Pracy i Obrony (Совет Труда и Обороны). Od 1921 do 1927 członek delegacji rosyjsko-ukraińsko-białoruskiej w Mieszanej Komisji Reewakuacyjnej i Specjalnej Komisji Mieszanej, utworzonych na mocy Traktatu Ryskiego, w latach 1927–1928 jej przewodniczący. W 1927 został zastępcą dyrektora w muzeum Ermitaż w Leningradzie, w 1928 dyrektorem, zaś w listopadzie 1928 podjęto decyzję o jego zwolnieniu. Następnie był zatrudniony jako naczelnik oddziału w wydziale zagranicznym Aerofłotu w Moskwie.
W okresie wielkiego terroru w ZSRR, 3 października 1937 aresztowany przez NKWD pod zarzutem udziału w terrorystyczno-dywersyjnej organizacji szpiegowskiej. Jego nazwisko znalazło się na liście proskrypcyjnej zatwierdzonych do egzekucji przez Stalina i Mołotowa. 3 listopada 1937 skazany na śmierć przez Kolegium Wojskowe Sądu Najwyższego ZSRR, rozstrzelany tego samego dnia w miejscu egzekucji Kommunarce pod Moskwą, pochowany anonimowo.
Zrehabilitowany postanowieniem Kolegium Wojskowego SN ZSRR 10 listopada 1956.